# Gottfried Münzenberg
Gottfried Münzenberg (Nordhausen, 17 de março de 1940 - 2 de janeiro de 2024) foi um físico alemão.
Trabalha desde 1976 no GSI Helmholtzzentrum für Schwerionenforschung em Darmstadt, Alemanha e teve um papel fundamental na descoberta dos elementos químicos bóhrio, meitnério (1982), hássio, darmstádio, roentgênio e copernício.
Foi diretor do departamento Nuclear Structure and Nuclear Chemistry do GSI.